# Morganton (North Carolina)
Morganton ist eine City in und Verwaltungssitz von Burke County im US-Bundesstaat North Carolina. Die Gemeinde erstreckt sich über eine Fläche von 47 Quadratkilometern. Das U.S. Census Bureau ermittelte bei der Volkszählung 2020 eine Einwohnerzahl von 17.474.

## Söhne und Töchter der Stadt
- Johnny Bristol (1939–2004), US-amerikanischer Sänger, Produzent und Songschreiber
- Tod Caldwell (1818–1874), 41. Gouverneur von North Carolina von 1871 bis 1874
- Kony Ealy (* 1991), American-Football-Spieler
- Ava Ohlgren (* 1988), US-amerikanische Schwimmerin